# Солтановское сельское поселение
Солта́новское се́льское поселе́ние — муниципальное образование в Нейском районе Костромской области.
Административный центр — село Солтаново.

## История
Солтановское сельское поселение образовано 30 декабря 2004 года в соответствии с Законом Костромской области № 237-ЗКО, установлены статус и границы муниципального образования.
8 декабря 2010 года в соответствии с Законом Костромской области № 14-5-ЗКО в состав Солтановского сельского поселения включены упразднённые Ёлкинское и Обелевское сельские поселения.
Законом Костромской области от 18 марта 2021 года № 65-7-ЗКО упразднено в связи с преобразованием муниципального района город Нея и Нейский район в Нейский муниципальный округ.

## Население
| 2008 | 2010 | 2012 | 2013 | 2014 | 2015 | 2016 |
| ---- | ---- | ---- | ---- | ---- | ---- | ---- |
| 737  | ↘202 | ↗531 | ↘487 | ↘462 | ↘442 | ↘387 |
| 2017 | 2018 | 2019 | 2020 |      |      |      |
| ↘358 | ↘349 | ↘339 | ↘313 |      |      |      |

## Состав сельского поселения
| №  | Населённый пункт | Тип населённого пункта       | Население |
| -- | ---------------- | ---------------------------- | --------- |
| 1  | Авксентьево      | деревня                      | →0        |
| 2  | Бабино           | деревня                      | ↗11       |
| 3  | Базеево          | деревня                      | →0        |
| 4  | Баскаково        | деревня                      | ↗5        |
| 5  | Боярское         | деревня                      | ↘1        |
| 6  | Бугино           | деревня                      | ↘2        |
| 7  | Буслаево         | деревня                      | ↗5        |
| 8  | Волково          | деревня                      | ↘0        |
| 9  | Глебово          | деревня                      | ↘4        |
| 10 | Грибово          | деревня                      | →0        |
| 11 | Демидово         | деревня                      | →0        |
| 12 | Думалово         | деревня                      | →0        |
| 13 | Дьяконово        | деревня                      | ↗187      |
| 14 | Ёлкино           | деревня                      | 0         |
| 15 | Карпиково        | деревня                      | ↗1        |
| 16 | Коммунар         | посёлок                      | ↗179      |
| 17 | Коршуново        | деревня                      | ↗1        |
| 18 | Кузнецово        | деревня                      | →0        |
| 19 | Нестерово        | деревня                      | →0        |
| 20 | Обелево          | деревня                      | ↗3        |
| 21 | Пантелеево       | деревня                      | ↘3        |
| 22 | Папино           | деревня                      | ↗2        |
| 23 | Пашня            | посёлок                      | ↗1        |
| 24 | Перстово         | деревня                      | ↘2        |
| 25 | Погост           | деревня                      | →0        |
| 26 | Починок          | деревня                      | →0        |
| 27 | Пустошка         | деревня                      | ↗1        |
| 28 | Пыжово           | деревня                      | →0        |
| 29 | Ревякино         | деревня                      | →0        |
| 30 | Сивцево          | деревня                      | ↘1        |
| 31 | Солтаново        | село, административный центр | ↗221      |
| 32 | Старово          | деревня                      | ↗9        |
| 33 | Стрелица         | деревня                      | ↗2        |
| 34 | Тарачеево        | деревня                      | →0        |
| 35 | Фатьяново        | деревня                      | ↗26       |